# Go-Komyo
Keizer Go-Kōmyō (後光明天皇, Go-Kōmyō-tennō, 20 april 1633 – 30 oktober 1654) was de 110e keizer van Japan, volgens de traditionele opvolgvolgorde. Hij regeerde van 14 november 1643 tot aan zijn dood.

## Genealogie
Go-Kōmyō was vernoemd naar de voormalige keizer Komyo. Het voorvoegsel go- (後), kan worden vertaald als “later” of “tweede”, waardoor zijn naam vrij vertaald “Komyo de tweede” betekent. Zijn persoonlijke naam (imina) was Tsuguhito (紹仁) en zijn titel voor hij keizer werd was Suga-no-miya (素鵞宮).
Go-Kōmyō was de vierde zoon van keizer Go-Mizunoo. Hij was tevens de halfbroer van keizerin Meisho. Zelf kreeg Go-Kōmyō een kind: prinses Takako (孝子内親王).

## Leven
Go-Kōmyō werd kroonprins in Kan'ei 19 (1642). Het jaar erop trad keizerin Meisho af en werd Go-Kōmyō tot keizer gekroond. Zijn regeerperiode viel samen met die van de shoguns Tokugawa Iemitsu en Tokugawa Ietsuna. Go-Kōmyō stond erom bekend geregeld tegen de shogun in te gaan.
In 1649 werd Edo getroffen door een grote aardbeving. In 1652 werd Nihon Odai Ichiran voor het eerst gepubliceerd in Kioto. In 1653 vernietigde een brand een groot deel van het keizerlijk paleis en enkele nabijgelegen tempels. In 1654 arriveerde de Boeddhistische priester Ingen vanuit China in Japan, met het doel het boeddhisme daar sterk te veranderen.
Go-Kōmyō stierf op 21-jarige leeftijd.

## Periodes
Go-Kōmyō’s regeerperiode omvat de volgende tijdsperiodes van de Japanse geschiedenis:
- Kan'ei (1624-1644)
- Shōhō (1644-1648)
- Keian (1648-1652)
- Jōō (1652-1655)

* Regent Jingu staat niet op de traditionele lijst.